# Stade du Senegal
Das Stade du Senegal ist ein Fußballstadion in der senegalesischen Stadt Diamniadio, Region Dakar. Es ist das neue Nationalstadion des Landes. Der Bau liegt 30 km südöstlich der Hauptstadt Dakar und bietet auf seinem umlaufenden Ober- und Unterrang 50.000 überdachte Sitzplätze. Neben dem Namen Stade du Senegal ist es auch als Stade Abdoulaye Wade De Diamniadio bekannt. Abdoulaye Wade war von 2000 bis 2012 Präsident des Landes. Die senegalesische Fußballnationalmannschaft wird zukünftig hier ihre Heimspiele austragen. Des Weiteren ist es als Veranstaltungsort der Olympischen Jugend-Sommerspiele 2026 vorgesehen. Einige hundert Meter entfernt liegt die Dakar Arena, eine 2018 eröffnete Mehrzweckhalle mit 15.000 Plätzen.

## Geschichte
Der Entwurf stammt vom türkischen Architektenbüro Tabanlıoğlu Mimarlık. Das türkische Bauunternehmen Summa İnşaat war für die schlüsselfertige Errichtung verantwortlich. Im Januar 2020 unterzeichnete Amadou Hott, Minister für Wirtschaft, Planung und Zusammenarbeit und Saif Malik, CEO der Standard Chartered Bank, auf dem UK-Africa Investment Summit in London eine Vereinbarung über 238 Mio. € zur Finanzierung des Stadionbaus. Die Grundsteinlegung erfolgte am 20. Februar 2020 in Anwesenheit von Staatspräsident Macky Sall, Regierungsmitgliedern und der FIFA-Generalsekretärin Fatma Samoura aus dem Senegal. Das Stadion entspricht den Anforderungen des Weltverbandes FIFA sowie der kontinentalen Confédération Africaine de Football (CAF). Die geplante Bauzeit von 17 Monaten konnte aufgrund der COVID-19-Pandemie nicht gehalten werden und die Fertigstellung musste auf 2022 verschoben.
Am 22. Februar 2022, fast auf den Tag genau zwei Jahre nach dem Baubeginn, wurde das neue Stadion durch Staatspräsident Macky Sall eröffnet. Neben den fast 40.000 Besuchern befanden sich der FIFA-Präsident Gianni Infantino, der türkische Staatspräsidenten Recep Tayyip Erdoğan, der deutsche Bundespräsident Frank-Walter Steinmeier, der ruandische Präsident Paul Kagame sowie der ehemalige Fußballspieler und heutige Präsident Liberias, George Weah, im Stadion. Zur Einweihung gab es ein rund 30-minütiges Freundschaftsspiel zwischen Altstars des senegalesischen Fußballs Legendes Senegal und einer Auswahl aus früheren afrikanischen Fußballstars Legendes Afrique. Für den Senegal waren El Hadji Diouf, Sarr Boubacar, Demba Ba, Mamadou Niang, Moussa Sow, Lamine Diatta, Omar Daf, Khalilou Fadiga, Oumar Sène, Thierno Youm und Racine Kané dabei. Für die afrikanische Auswahl kamen Samuel Eto’o, Didier Drogba, Yaya Touré, Emmanuel Adebayor, Jay-Jay Okocha, Asamoah Gyan, Patrick M’Boma, Geremi Njitap, Mustapha Hadji, Samuel Kuffour, Shabani Nonda, Aristide Bancé, Jonathan Pitroipa, Emmanuel Eboué, Wael Gomaa, Nwankwo Kanu, Titi Camara, Pascal Feindouno, Kalusha Bwalya und Lucas Radebe zusammen. Die Partie endete mit einem 1:1-Unentschieden. Das 1:0 erzielte Khalilou Fadiga in der 12. Minute. Zum 1:1-Ausgleich traf Jay-Jay Okocha in der 20. Minute. Nach der Partie wurden kulturelle und musikalische Darbietungen in einer Ton- und Lichtshow geboten. Es traten die senegalesischen Künstler Ismaël Lô, Baaba Maal und Youssou N’Dour auf.
Das Stade du Senegal umfasst eine Fläche von über 88.000 m² und ist an der höchsten Stelle 40 Meter hoch. Es bietet 50 V.I.P.-Logen mit insgesamt 1500 Plätzen. Die Pressetribüne verfügt über 1664 Sitzplätze. Der Bau besitzt 40 Eingänge zum einfachen Zugang der Besucher in das Stadion. Die Tribünen reichen dicht an das Spielfeld. Das Stadion besitzt, ungewöhnlich für afrikanische Stadien dieser Größe, keine Leichtathletikanlage. Die Bestuhlung auf den Rängen ist in den Landesfarben Rot, Gelb und Grün gehalten. Die Stadionecken sind abgerundet und die Fassade ist zur besseren Belüftung des Innenraums offen mit ineinander verschlungenen Metallplatten verkleidet. Sie können in der Dunkelheit verschiedenfarbig beleuchtet werden. Das Dach ist mit einer Membran bespannt. Um das Stade du Senegal stehen 3250 Parkplätze bereit. Hinzu kommen ein kleines Solarkraftwerk und Grünflächen.